# Plosjtsjad Moezjestva (metrostation)
Plosjtsjad Moezjestva (Russisch: Площадь Мужества) is een station van de metro van Sint-Petersburg. Het metrostation maakt deel uit van de Kirovsko-Vyborgskaja-lijn en werd geopend op 31 december 1975. Station Plosjtsjad Moezjestva bevindt zich onder het gelijknamige plein (Dapperheidsplein) in het noorden van Sint-Petersburg.
Het station ligt 67 meter onder de oppervlakte en beschikt over een perronhal met een gewelfd plafond. De stationshal bevindt zich op de begane grond van een gebouw op de hoek van de Politechnitsjeskaja Oelitsa en de Plosjtsjad Moezjestva; de hal heeft twee uitgangen: één naar het plein en één naar een binnenplaats aan de achterkant van het gebouw. Het station is, vanwege zijn naam, opgedragen aan de soldaten die het leven hebben gelaten tijdens de Tweede Wereldoorlog. Aan het einde van de perronhal is een socialistische ster aangebracht en boven de toegang tot de roltrappen is de tekst "Glorie voor de helden die jou, Leningrad, ontvallen zijn" te lezen.
Tussen 1995 en 2004 was het metroverkeer tussen Lesnaja en Plosjtsjad Moezjestva wegens ernstige verzakking van de tunnels gestremd. Hierdoor was de Kirovsko-Vyborgskaja-lijn in twee gescheiden trajecten verdeeld en deed Plosjtsjad Moezjestva dienst als eindpunt van het noordelijke lijndeel.